# Ancyrospora
Ancyrospora é um género de uma planta fóssil.
O género foi descrito em 1960 por J. B. Richardson.